# Forstørret skala
En forstørret skala er bygget op af skiftevis små terts-spring og små sekund-spring.
Eksempelvis begynder en c-forstørret skala på c, så en lille terts op til dis (d#), en lille sekund op til e, så en lille terts osv. og ender til sidst på oktaven c.
c-forstørret skala 1: c d# e g g# b c
Man kan også vende skalaen om, så den begynder fra grundtonen, går en lille sekund op, så en lille terts osv., til den ender på oktaven, der også er grundtonen.
c-forstørret skala 2: c c# e f g# a c
Skalaen er oprindelig til formindskede akkorder, men man kan også lægge andre akkorder i den, f.eks. dur- og mol-akkorder.